# Kern & Co.
Die Kern & Co. AG war ein international tätiger Hersteller von Messinstrumenten für die Geodäsie und Photogrammetrie aus Aarau in der Schweiz.
Nach seiner Gründung als Mechanische Werkstätte Jakob Kern im Jahr 1819 wandelte sich das Unternehmen 1885 zu Kern & Co. und 1914 in die Aktiengesellschaft Kern & Co. AG. Am 13. Mai 1988 verkauften die Familien der Gründer ihre Gesellschaft an den ehemaligen Konkurrenten und späteren Kooperationspartner Wild Heerbrugg. In der kurz zuvor von der Wild Heerbrugg AG mit der Ernst Leitz Wetzlar GmbH gebildeten Wild-Leitz-Gruppe, ab 1989 Wild Leitz AG, ging Kern & Co. vollständig auf. Das Werk am Stammsitz in Aarau wurde 1991 geschlossen.

## Geschichte

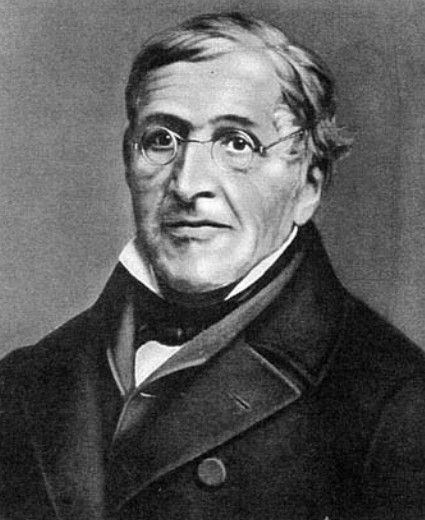
Jakob Kern (1790–1867)

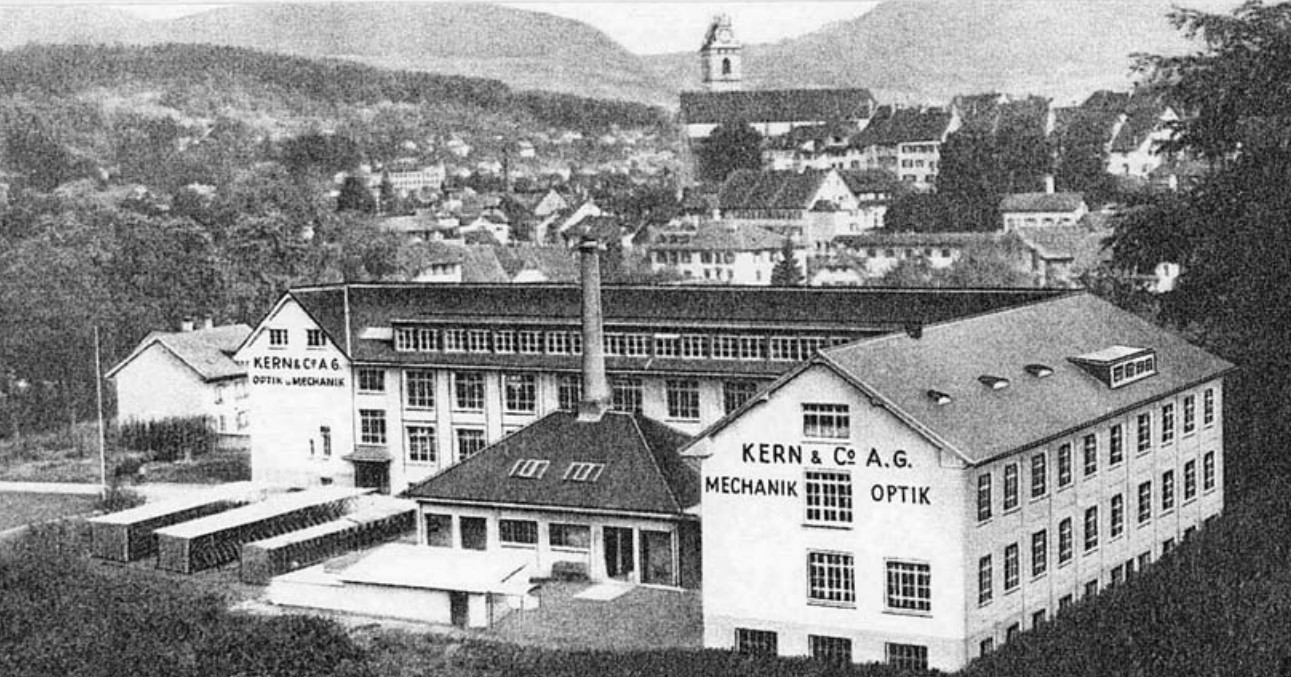
Im Jahr 1920 errichtete Produktionsstätte Aarau Schachen

Das Unternehmen wurde 1819 von Jakob Kern (* 17. August 1790; † 4. Februar 1867) als Mechanische Werkstätte Jakob Kern in der Kleinstadt Aarau im Kanton Aargau gegründet. Kern hatte zunächst in Aarau den Beruf eines Zirkelschmieds erlernt und war dann nach München gegangen. Die Stadt galt damals als grosses Zentrum für den Bau feinmechanischer Instrumente. Nach seiner Rückkehr in die Schweiz produzierte Kern zunächst Reisszeuge und anderes Zeichengerät. 1857 zog der Betrieb in den Aarauer Stadtteil Ziegelrain um, und Adolf Kern-Saxer (1826–1896) und Emil Kern-Rychner (1830–1898), die beiden Söhne des Gründers, traten in das Unternehmen ein. Im Jahr 1863 ging Jakob Kern in den Ruhestand.
Adolf Kern gab die Firmenleitung 1885 an seinen Sohn Heinrich Kern (1857–1934) weiter; die Gesellschaft firmierte in Kern & Co. um und wurde 1914 in die Aktiengesellschaft Kern & Co. AG umgewandelt. 1920 eröffnete das Unternehmen einen neuen Betrieb im Aarauer Schachen.
Während das Unternehmen im 19. Jahrhundert stetig gewachsen war, geriet es nach dem Ersten Weltkrieg in wirtschaftliche Schwierigkeiten. Die Fabrikation der neu in die Produktion aufgenommenen optischen Geräte war nur schlecht ausgelastet, und von Heinrich Wild in Heerbrugg gefertigte neuartige Vermessungsinstrumente bildeten eine zunehmend überlegene Konkurrenz. Ende 1921 wurde der Betrieb vorübergehend stillgelegt, und die Eigentümer mussten 30 % des Aktienkapitals abschreiben. Kerns technologischer Rückstand wurde immer grösser, und bis 1930 waren seine Konstruktionen so weit veraltet, dass eine Erneuerung allein aus eigener Kraft nicht mehr möglich war. 1932 kam es zu einer weiteren Abschreibung von 50 % des Aktienkapitals.
Neue finanzielle Sicherheit und seinen Ruf für Innovationsfreude errang das Unternehmen mit dem Übertritt von Heinrich Wild, der seine eigene Gründung nach 1930 verliess und im Jahr 1937 mehrere seinerzeit bahnbrechende Patente für eine modernisierte und präzisere Herstellung von Theodoliten und Teilkreisen in die Firma Kern einbrachte. Zum Erfolg trugen vor allem die Miniaturisierung mechanischer Bauteile und neuartige Kreisteilungsmaschinen bei. Als Qualitätsprodukte waren DK1, DKM1, DKM2-A und DKM3 weltbekannt und galten für fast 50 Jahre als kompakteste und genaueste Theodolite ihrer Grösse.
Nach dem Zweiten Weltkrieg wuchs Kern vor allem im Bereich optischer Geräte, nachdem man – zunächst nur zur besseren Auslastung der Fertigung von Fernrohren für die Vermessung – ab 1940 verstärkt in die Entwicklung von Objektiven für Foto- und Schmalfilmkameras investiert hatte. Als Entwickler und Hersteller von Objektiven für Paillard-Bolex-Kameras wurde das Unternehmen bald weltweit bekannt, geriet aber in zunehmende Abhängigkeit des Kameraherstellers Ernest Paillard & Cie. Mit überraschend harter Reorganisation ging das Unternehmen 1958 auf Gegenkurs. Der als Befürworter der Produktion von Objektiven auftretende Direktor wurde entlassen. Die Geschäftsleitung hatte entschieden, sich wieder auf Vermessungsinstrumente zu konzentrieren, und gründete dafür eine neue, leistungsfähige Entwicklungsabteilung. Die Neuausrichtung bei Kern & Co. kam gerade rechtzeitig. Im Jahr 1963 erlitt das Geschäft mit Paillard-Bolex einen schweren Umsatzeinbruch. Der Kamerahersteller hatte die Entwicklung zum Filmformat Super-8 «verschlafen».
Ab etwa 1960 baute Kern & Co. auch Auswertegeräte (Autografen und Zubehör) für die Photogrammetrie und Kartografie und entwickelte ein speziell auf die Geowissenschaften abgestimmtes LIS-GIS-System. Zu dieser Zeit war mit Peter Kern bereits die fünfte Familiengeneration in der Unternehmensleitung vertreten.
Unter Walter Kern (1888–1974) wurde 1945 mit Kern Instruments Inc. in den USA das erste Tochterunternehmen gegründet, das ab 1955 seinen neuen Sitz in Port Chester bezog. 1976 folgte in Kanada die Kern Instruments of Canada Ltd. und 1976 zwei weitere Töchter in Brasilien und Dänemark.
Durch Kostennachteile infolge der hohen Qualitätsansprüche und Missmanagement gingen dem Unternehmen in den 1980er Jahren Marktanteile verloren.  Es begann, mit Wild Heerbrugg, dem grössten europäischen Produzenten mit Sitz in der Ostschweiz, zu kooperieren. Schliesslich ging die Kern & Co. AG zwischen 1988 und 1992 nacheinander in die Unternehmen Kern SWISS, Wild Leitz AG, Leica Aarau AG und zuletzt Leica Geosystems (Unterentfelden) über; die Produktionsstätten in Aarau wurden 1991 geschlossen.

## Produkte
- Zeichengeräte (für technische Zeichnungen)
- Instrumente für geodätische und astronomische Vermessung (vor allem Theodolite und Distanzmessgeräte)
- Autografen und Zubehör für die Photogrammetrie und Kartografie
- Landinformationssystem und Geoinformationssystem
- Armeefeldstecher 8x30
- Objektive für den Schweizer Photoapparat-Hersteller Alpa Pignons SA Ballaigues (Switar und Macro-Switar)
- Objektive für den Schweizer Kino-Kamera Hersteller Paillard-Bolex in Yverdon (Switar, Yvar, Pizar, Genevar, Vario-Switar)